# Пампорово
Пампо́рово — горный курорт на юге Болгарии.

## Географическое положение
Курорт находится в Родопах, на высоте 1650 м над уровнем моря. Расстояние до Софии — 260 км, 85 км до Пловдива, 15 км до Смоляна, 10 км до Чепеларе.

## Климат
Климат в курортном районе характеризуется мягкой зимой, которая имеет более 100 солнечных дней. Курорт занимает первое место среди горных курортов Болгарии по количеству солнечных дней. Среднегодовая температура + 5,5 °C.

## Туризм
В Пампорово основной поток туристов прибывает в зимние месяцы, потому что курорт предназначен главным образом для катания на лыжах. Туристический сезон начинается в декабре и продолжается до конца апреля. Высота горнолыжных трасс на курорте от 1400 до 1926 метров над уровнем моря.

## Транспорт
Регулярное автобусное сообщение производится от центрального автовокзала Софии по маршруту София — Пловдив — Асеновград — Бачково — Нареченски-Бани — Хвойна — Чепеларе — Пампорово — Смолян. Продолжительность пути от Софии до Пампорово — 4 часа.